# Stephen K. Robinson
Stephen Kern Robinson, född 26 oktober 1955 i Sacramento, är en amerikansk astronaut uttagen i astronautgrupp 15 den 9 december 1994.

## Rymdfärder
- Discovery - STS-85
- Discovery - STS-95
- Discovery - STS-114
- Endeavour - STS-130